# Capital-développement
Le capital-développement (en anglais : growth capital) est un segment du capital-investissement qui consiste en l'investissement dans des entreprises mûres ayant atteint la profitabilité, qui lèvent du capital pour croître ou conquérir de nouveaux marchés.

## Définition
Le capital-développement est un type d'investissement, réalisé notamment par des fonds d'investissement, qui vise à acheter des parts d'une entreprise ayant atteint la maturité. Une telle entreprise a prouvé que son modèle d'entreprise est profitable, et a engrangé des revenus importants depuis sa création. Lorsqu'elle cherche à accélérer la conquête de son marché, ou de nouveaux marchés, elle lève du capital pour se développer.
Certaines firmes du secteur du capital-investissement sont spécialisées sur ce type d'activités, réputé moins risqué car l'investisseur potentiel a déjà accès à un historique de comptes, une équipe constituée et un marché existant.
L'investisseur réalise alors son investissement en ayant pour but de trouver la liquidité à court ou moyen terme, par cession de sa participation, par cession de l'intégralité de l'entreprise, ou par une introduction en bourse. Il intervient alors que l'entreprise est en pleine maturité et décide d'initier une nouvelle phase de développement (lancement d'un nouveau produit ou renouvellement de l'appareil de production).
Le développement du capital-développement fait l'objet, comme le capital-risque, de politiques publiques dans les pays développés dans les années 2000. La présence de fonds apportant des capitaux à des entreprises stables pour la conquête de nouveaux marchés est considéré par les autorités comme un facteur clef de croissance.